# Cropia consonens
Cropia consonens är en fjärilsart som beskrevs av Dyar 1910. Cropia consonens ingår i släktet Cropia och familjen nattflyn. Inga underarter finns listade i Catalogue of Life.